# Amaël Moinard
Amaël Moinard, född 2 februari 1982 i Cherbourg-OctevilleCherbourg, är en professionell tävlingscyklist från Frankrike. Han tävlar för UCI ProTour-stallet Cofidis.

## Karriär
Som amatörcyklist vann Amaël Moinard den spanska tävlingen Bidasoa Itzulia 2004 framför Daniel Navarro och Jorge Azanza.
Fransmannen blev professionell med det franska stallet Cofidis inför säsongen 2005, men gjorde inga större resultat under året. Amaël Moinard deltog i Giro d'Italia 2006 där han slutade på 112:e plats. I slutet av augusti 2006 tog fransmannen tredje platsen på etapp 1 av Tour de l'Avenir bakom landsmännen Mickael Delage och Cyrille Monnerais.
Amaël Moinard körde Giro d'Italia 2007 och slutade det året på plats 46 i tävlingen. Senare under säsongen vann han etapp 3 av Route du Sud framför Massimo Giunti och Oscar Sevilla. Han fick också starta Världsmästerskapens linjelopp för det franska nationslaget under året.
Under säsongen 2008 slutade Amaël Moinard på tredje plats på etapp 4 av Critérium du Dauphiné Libéré bakom Cyril Dessel och Pierre Rolland. Några veckor därpå stod han på startlinjen av Tour de France 2008, där han slutade på en 15:e placering i slutställningen.
Det blev en sjätte plats på etapp 4 av Paris-Nice 2009 bakom Christian Vande Velde, Jonathan Hivert, Mirco Lorenzetto, Christophe Moreau och Jens Voigt. Senare under säsongen startade han Tour de France 2009.
Amaël Moinard slutade tvåa på etapp 3 av La Tropicale Amissa Bongo i Gabon under säsongen 2010. Han vann etapp 7 av Paris-Nice framför Thomas Voeckler och Alejandro Valverde. Han tog också hem segern av tävlingens bergstävling framför Voeckler och Alberto Contador.